# 奇派什·费伦茨
奇派什·费伦茨（匈牙利語：Csipes Ferenc，1965年3月8日—），匈牙利男子皮划艇运动员。他曾代表匈牙利参加1988年、1992年和1996年夏季奥林匹克运动会皮划艇比赛，共获得一枚金牌、二枚银牌和一枚铜牌。他的女儿奇派什·陶马劳同样也是皮划艇选手。